# Big Jack
«Big Jack» es una canción de la banda australiana de hard rock AC/DC. Es el segundo sencillo y la tercera canción del álbum más reciente de la banda, Black Ice.
Esta canción alcanzó el puesto número 53 en la lista de la revista Rolling Stone de las 100 mejores canciones de 2008. La canción también fue utilizada en un episodio de CSI: Miami, titulado "Divorce Party".
También es una de las canciones del álbum Black Ice que se fue tocada en el Black Ice World Tour, que comenzó en octubre de 2008.

## Métodos de amplificación digital
Malcolm Young ha declarado que grabó su parte de guitarra en la canción y la del siguiente track en el álbum, Anything Goes, utilizando software de modelado de amplificadores llamado Amplitube.

## Canciones
Todas las letras escritas por Angus Young y Malcolm Young, toda la música compuesta por AC/DC. 
| Lanzamiento promocional |        |          |  |
| N.º                     | Título | Duración |  |

## Personal
- Brian Johnson – voz
- Angus Young – guitarra líder
- Malcolm Young – guitarra rítmica, coros
- Cliff Williams – bajo, coros
- Phil Rudd – batería

## Posicionamiento
| Lista (2008)     | Posición |
| ---------------- | -------- |
| Canadian Hot 100 | 83       |